# Michael Halliday (językoznawca)
Michael Alexander Kirkwood Halliday (ur. 13 kwietnia 1925 w Leeds, zm. 15 kwietnia 2018 w Sydney) – brytyjski językoznawca, rozwinął m.in. model gramatyki funkcjonalnej (systemic functional linguistics [SFL]). Autor m.in. Grammar, Society and the Noun (1967), 
Introduction to Functional Grammar (1985), Intonation and Grammar in British English oraz wielu studiów teoretycznych.

## Życiorys
Michael Holliday urodził i wychowywał się w Anglii. Ukończył studia licencjackie w zakresie współczesnego języka chińskiego (języka mandaryńskiego) oraz literatury na Uniwersytecie Londyńskim. Następnie trzy lata spędził w Chinach, gdzie studiował na Uniwersytecie Pekińskim i na uniwersytecie w Guangzhou. Po powrocie do Londynu zamierzał w 1950 roku kontynuować studia w School of Oriental and African Studies (SOA), po posądzeniu o sympatyzowanie z komunizmem w dobie prowadzonej polityki makkartyzmu nie został przyjęty na uczelnię. Wskutek tego kontynuował studia doktoranckie z zakresu języka chińskiego na Uniwersytecie w Cambridge. Tematem jego pracy doktorskiej był język chińskiego tłumaczenia Tajnej historii Mongołów, anonimowej kroniki z 1240 roku stanowiącej najstarszy znany zabytek piśmiennictwa mongolskiego. W 1965 roku objął stanowisko profesora lingwistyki na Uniwersytecie Londyńskim. W 1976 roku przeprowadził się do Australii, przyjął tam posadę profesora lingwistyki na Uniwersytecie w Sydney. Na tej uczelni pracował do przejścia na emeryturę.
W 1989 roku został członkiem korespondentem Akademii Brytyjskiej, a w 1994 również członkiem Academia Europaea.
Otrzymał tytuły doktora honoris causa m.in. takich uczelni jak University of Birmingham, University of British Columbia, York University, Uniwersytetu Narodowego w Atenach.